# George Woods
George Roger Woods (Portageville, 11 febbraio 1943 – Edwardsville, 30 agosto 2022) è stato un pesista statunitense, vincitore di due argenti olimpici.

## Palmarès
| Anno | Manifestazione  | Sede              | Evento         | Risultato | Prestazione | Note |
| ---- | --------------- | ----------------- | -------------- | --------- | ----------- | ---- |
| 1968 | Giochi olimpici | Città del Messico | Getto del peso | Argento   | 20,12 m     |      |
| 1972 | Giochi olimpici | Monaco            | Getto del peso | Argento   | 21,17 m     |      |
| 1976 | Giochi olimpici | Montréal          | Getto del peso | 7º        | 20,26 m     |      |